# The Great Unknown
The Great Unknown er Koxbox's tredje album, udgivet den 18. november 1999 af det tyske pladeselskab Liquid Audio Soundz.

## Trackliste
| #   | Titel               | Længde |
| --- | ------------------- | ------ |
| 1.  | "Statement"         | 0:42   |
| 2.  | "Go Fly A Kite"     | 7:55   |
| 3.  | "The Great Unknown" | 10:32  |
| 4.  | "6 Cells"           | 7:32   |
| 5.  | "Crunchy Moles"     | 7:36   |
| 6.  | "DJ Traveller"      | 0:26   |
| 7.  | "Geomancer"         | 8:29   |
| 8.  | "Lunar Bin"         | 11:04  |
| 9.  | "Doppelgänger"      | 3:01   |
| 10. | "King Of Jazz"      | 9:48   |